# Mayet
Mayet is een gemeente in het Franse departement Sarthe (regio Pays de la Loire). De plaats maakt deel uit van het arrondissement La Flèche. Mayet telde op 1 januari 2022 3.186 inwoners.
Tussen 1897 en 1946 reed er een tram tussen Le Mans en Mayet.

## Geografie
De oppervlakte van Mayet bedroeg op 1 januari 2022 53,96 vierkante kilometer; de bevolkingsdichtheid was toen 59 inwoners per km².

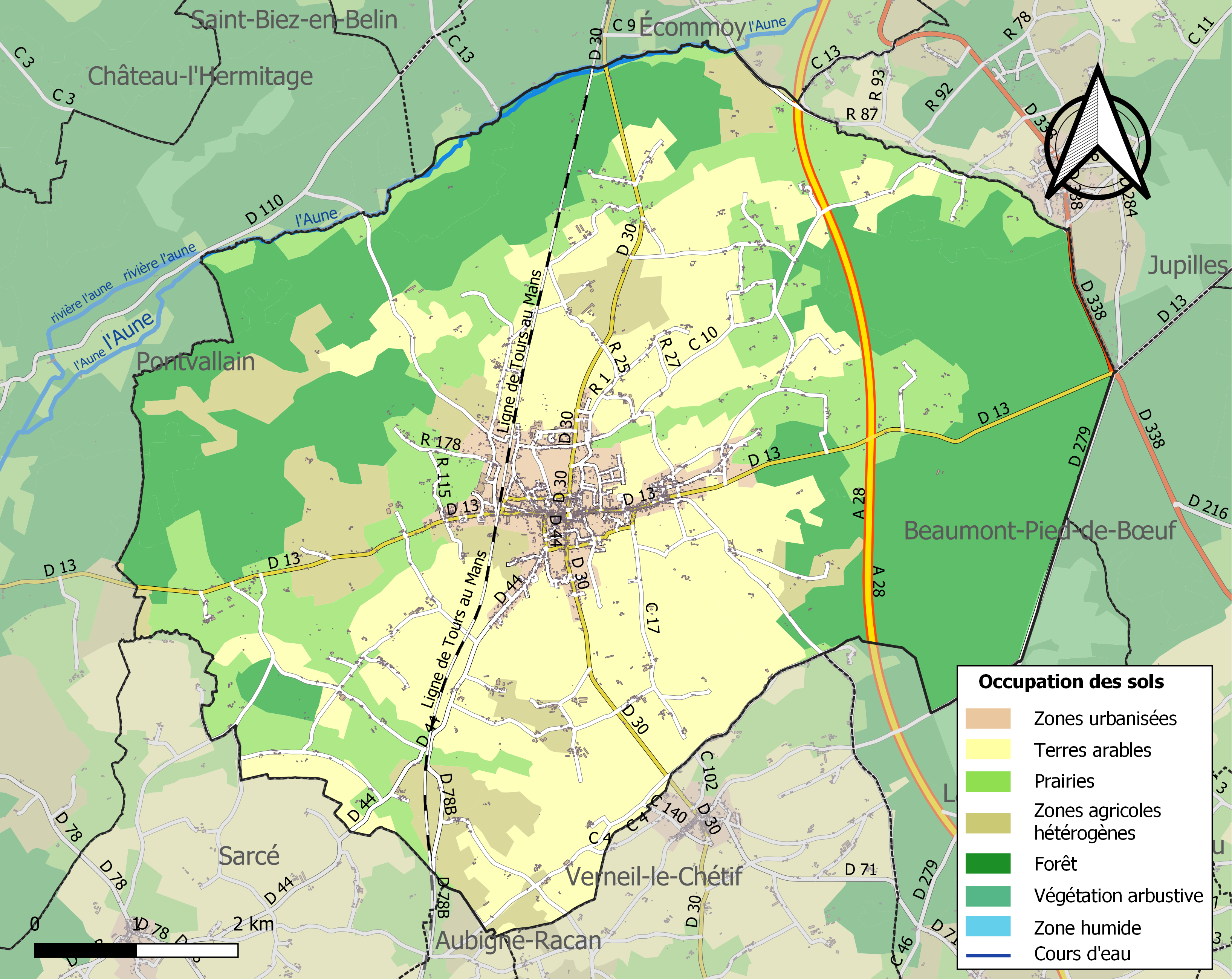
Kaart van de gemeente met de belangrijkste infrastructuur, bodemgebruik en omliggende gemeenten

## Demografie
Onderstaande figuur toont het verloop van het inwonertal (bron: INSEE-tellingen).